# Jagtial
Jagtial è una suddivisione dell'India, classificata come municipality, di 89.438 abitanti, situata nel distretto di Karimnagar, nello stato federato del Telangana. In base al numero di abitanti la città rientra nella classe II (da 50.000 a 99.999 persone).

## Geografia fisica
La città è situata a 18° 48' 0 N e 78° 55' 60 E e ha un'altitudine di 263 m s.l.m..

## Società

### Evoluzione demografica
Al censimento del 2001 la popolazione di Jagtial assommava a 89.438 persone, delle quali 43.195 maschi e 46.243 femmine. I bambini di età inferiore o uguale ai sei anni assommavano a 10.765, dei quali 5.550 maschi e 5.215 femmine. Infine, coloro che erano in grado di saper almeno leggere e scrivere erano 56.075, dei quali 32.299 maschi e 23.776 femmine.